# Kantonale Drucksachen- und Materialzentrale Zürich
Die Kantonale Drucksachen- und Materialzentrale Zürich (kdmz) wurde 1903 gegründet und ist seit dem 1. Januar 1997 ein Amt der Finanzdirektion des Kantons Zürich. Als solche nimmt sie eine Querschnitts- und Mittlerfunktion wahr. Sie ist die zentrale Beschaffungs- und Dienstleistungsstelle für die kantonale Verwaltung und weiteren bezugsberechtigten Stellen. Das Unternehmen beschäftigt 49,2 Mitarbeitende. Zu den Kernkompetenzen zählt der gesamte Handel mit Materialien, Geräten und Druckerzeugnissen. Zudem werden diesen Kunden vermehrt zusätzliche Dienstleistungen wie Beratung, Lagerung, Versand, Entsorgung von speziellen Produkten sowie Kurierdienstleistungen geboten. Als weitere Kernkompetenz betreibt die kdmz eigene Produktionsstätten (inklusive einer hochmodernen Digitaldruckerei) für vorwiegend vertrauliche und eilige Kopier-, Desktop-, Druck- und Ausrüstungsarbeiten. Von der Bestellung bis zur Verbuchung auf die Kostenstelle (Stabu) kann der ganze Prozess ohne Medienbruch stattfinden.